# James Wickersham

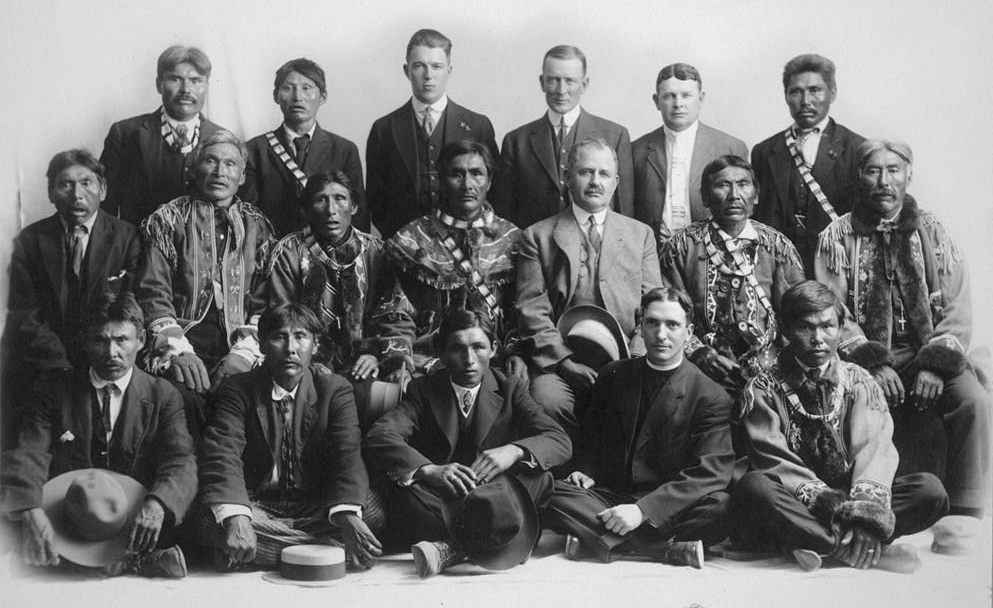
James Wickersham (mittlere Reihe, Dritter von rechts) bei einem Treffen mit Ureinwohnern Alaskas

James Wickersham (* 24. August 1857 in Patoka, Illinois; † 24. Oktober 1939 in Juneau, Alaska-Territorium) war ein US-amerikanischer Politiker. Zwischen 1909 und 1933 vertrat er mehrfach als Delegierter das Alaska-Territorium im US-Repräsentantenhaus.

## Frühe Jahre und politischer Aufstieg
James Wickersham besuchte die öffentlichen Schulen seiner Heimat. Nach einem anschließenden Jurastudium wurde er im Jahr 1880 als Rechtsanwalt zugelassen. Daraufhin begann er in Springfield in diesem Beruf zu arbeiten. Außerdem war er Mitglied der Miliz von Illinois. Im Jahr 1883 zog Wickersham in das Washington-Territorium. Im dortigen Pierce County war er von 1884 bis 1888 Richter an einem Nachlassgericht. Im Jahr 1894 war er Prozessanwalt der Stadt Tacoma.
Wickersham wurde Mitglied der Republikanischen Partei. Im Jahr 1898 war er Abgeordneter im Repräsentantenhaus von Washington. 1900 wurde er von Präsident William McKinley zum Bundesrichter im Gerichtsbezirk von Alaska ernannt. Dieses Amt übte Wickersham bis zum Januar 1908 aus. Diese Aufgabe in dem wilden unbesiedelten Land ohne Infrastruktur war sehr beschwerlich.

## Kongressdelegierter
Bei den Kongresswahlen des Jahres 1908 wurde James Wickersham als Nachfolger von Thomas Cale in das US-Repräsentantenhaus gewählt. Dort absolvierte er als Delegierter zwischen dem 4. März 1909 und dem 3. März 1917 vier zusammenhängende Legislaturperioden. Dann wurde er von Charles August Sulzer, dem Kandidaten der Demokratischen Partei, geschlagen. Wickersham klagte aber erfolgreich gegen das Wahlergebnis. Im Januar 1919, zwei Monate vor Ablauf der Legislaturperiode, musste Sulzer sein Mandat wieder an Wickersham übergeben, der dann bis zum 3. März 1919 seinen Sitz im Repräsentantenhaus wieder einnahm. Paradoxerweise war Sulzer auch im Jahr 1918 in den Kongress gewählt worden. Auch dieses Wahlergebnis wurde von Wickersham angefochten. Während das Verfahren noch lief, verstarb Charles Sulzer am 28. April 1919 und mit George Barnes Grigsby wurde ein weiterer Demokrat als sein Ersatz ins Repräsentantenhaus gewählt. Nachdem dann Wickershams Wahleinspruch stattgegeben worden war, wurde er zwischen dem 1. und 3. März 1921 für drei Tage Kongressdelegierter. Danach ging er nach Juneau in Alaska, wo er als Rechtsanwalt arbeitete.
Bei den Wahlen des Jahres 1930 wurde Wickersham erneut als Delegierter in den Kongress nach Washington, D.C. gewählt. Dort verblieb er für eine weitere volle Legislaturperiode zwischen dem 4. März 1931 und dem 3. März 1933. Bei den Wahlen des Jahres 1932 unterlag er Anthony Dimond. Anzumerken ist, dass alle im US-Repräsentantenhaus vertretenen Delegierten aus Alaska bis 1959 kein Stimmrecht hatten, weil das Gebiet bis zu diesem Zeitpunkt kein offizieller Bundesstaat der USA war.

## Weiterer Lebenslauf
Nach seinem Ausscheiden aus der Bundespolitik wurde er wieder Anwalt in Juneau. Außerdem veröffentlichte er einige Bücher mit historischem oder ethnologischem Hintergrund. James Wickersham verstarb im Oktober 1939.